# Династија Сунг
Династија Сунг (кин: 宋朝, Sòng Cháo) је заједничко име за владаре Кине у периоду од 960. до 1279. године. Први цар из те династије се звао Таицу. За време владавине династије Сунг, Кина се поново ујединила. Главни град царства је био Хангџоу.
Током периода владавине од око 300 година, било је доста сукоба међу супарничким династијама тога доба, тако да се период владавине дели на Северни Сунг (960–1127) и Јужни Сунг (1127—1279).
За време владавине династије Сунг уметност је процветала, такође филозовска мисао. Војно управитељство царских провинција замењено је цивилним. Основани су нови градови да би се што више развила трговина и ојачала привреда. Развијена је технологија производње барута и штампање је било на високом нивоу тако да се са тиме развила и писменост. Поседовање земље и рад у државној служби нису више били мерило успешности појединца. Приватна делатност је добила у развоју.
Кина је 1078. производила 125.000 тона гвожђа и користила је 1 kg по глави становника, док је у Европи у исто време коришћено ½ kg. Главни град Хангџоу је 1200. године имао 400.000 становника. Западна Европа је у то време имала само два града са више од 100.000 становника Париз и Венецију.
Династију Сунг је наследила Династија Јуан.

## Северни Сунг
Крајем 9. века велики је сељачки устанак готово уништио средишњу власт династије Танг. Кина је подељена на 10 држава с малим остатком царства којим је владало пет династија у низу (тзв. Касни Лианг).
У јануару 960. године, генерал Чао Куанг-јин је извршио државни удар који је искористио Сунг Таи-цу (Тајцу) да се домогне престоља. Вешти војни и политички вођа Тајцу је постао први цар нове династије Сунг. Он је успео да уједини Кину и уништи претњу са севера, али династија Сунг никада није повратила под своју власт Анам (северни Вијетнам), а китанска држава Лиао још увек је заузимала гранична подручја на североистоку где су основали своје царство у Манџурији и унутрашњој Монголији. На северозападу су Тагнути основали снажно царство Си Сја. Та су подручја остала под страном влашћу до 1368. године.
Нова држава била је разједињенија него што је била у време династије Танг, а и војно слабија. Међутим, „Царски испитни систем” још је више поједностављен и установљена је управа чиновника по заслузи. То је било и раздобље брзог привредног развоја. У раздобљу од 750. до 1100. становништво се готово удвостручило, углавном због ширења узгоја риже (која потиче из југоисточне Азије) у средишњој и јужној Кини што је довело до стварања вишкова хране. Ово повећање броја становника је био разлог што се средишња власт повукла из свестраног и темељног управљања трговином и она је препуштена слободном тржишту. Трговина је надаље досегла виши ниво употребом папирног новца, те великом концентрацијом трговине око прве престолнице Сунга, Кајфенга. Кајфенг је био и средиште система канала (Велики канал) и мреже цеста државе Сунг.

## Јужни Сунг
Династија Сунг морала је да плати цену за своју слабу обрану. Године 1126 – 1127 Жучени Ђин су освојили северну Кину (Династија Ђин (1115—1234). Подручје династије Сунг ускоро је сведено на средишњу и јужну Кину и опстајало је само плаћајући велики данак овим Татарима.
Без обзира на то што је родно место кинеске културе у долини Жуте реке припало страним освајачима, југ се и надаље економски развијао. Становништво од 60% укупне кинеске популације се и даље повећавало, трговина и индустрија су цвале, а нова престолница, Хангџоу, постала је несумњиво највећи град на свету с око 400.000 становника. Кина је у 13. веку била насељенија и богатија од тадашње Европе. Западна Европа је тада имала само два града с више од 100.000 становника, Париз и Венецију.
Јужни Сунг је значајно ојачао своју морнарицу како би обранио своју морску обалу, али и како би спровео неколико поморских мисија у иностранство. Како би се одупрли северњачкој династији Ђин династија Сунг је развила нову војну технологију употребе барута.

### Пад династије Сунг
У 13. веку дошло је до знатног успоравања развоја. То је углавном била последица огромних разарања и друштвених немира насталих због монголске инвазије Џингис-кана и освајања најпре татарског подручја на северу, које је било под династијом Ђин (1210 – 1234), а потом су напали и Сунг подручја на југу (1235 – 1279). Монгке-кан, четврти велики монголски кан (каган), преминуо је 1259. године током опсаде града Чунгкинга. Његов млађи брат, Кублај-кан, проглашен је великим каном, а 1271. године и кинеским царем, иако још није био освојио целу Кину. Након две деценије ратовања, његова војска је на крају уништила војску династије Сунг 1279. године, поновно ујединивши Кину под новом монголском династијом Јуан (1271 – 1368) која је установила  нову престолницу на северозападу Кине, Пекинг.